# Штурм Франкфурта (1792)
Штурм Франкфурта (нем. Frankfurt am Main) — одно из событий Великой французской революции, произошедшее в начале войны Первой коалиции. Союзная прусско-гессенская армия 2 декабря 1792 года штурмом заняла город и крепость Франкфурт-на-Майне, выбив из него французский гарнизон генерала Ван Хельдена.

## Перед штурмом
Оставив корпус князя Гогенлоэ-Кирхберга для обороны Люксембурга, главная союзная армия в октябре 1792 года отступила через Трир к Кобленцу. Герцог Брауншвейгский, получивший известие о захвате французами Майнца и Франкфурта-на-Майне, заблаговременно послал часть войск на правый берег Рейна и приказал занять несколько пунктов на реке Лан для обеспечения левого фланга союзной армии после планировавшегося её перехода через Рейн. Под прикрытием этой линии союзные войска, переправившиеся через Рейн, весь ноябрь простояли на квартирах, обеспечивая себя продовольствием и подкреплениями.
В конце ноября Брауншвейг приступил к очищению правого берега Рейна от французских войск, стоявших главными силами — 18 тысяч — возле Хёхста и занимавших отдельными отрядами Майнц и Франкфурт. Брауншвейг предпринял движение против правого французского фланга и двинулся на Хомбург. Кюстин тотчас перевел свои войска на правый берег реки Нидды, расположил за ней свою армию тылом к реке Лан, примкнув правый фланг к Хёхсту, а левый к горам, и занял Франкфурт четырьмя батальонами. Пруссаки продолжили обходное движение, для того чтобы напасть на французов с фронта. Дорога во Франкфурт через Фридберг и Вильбель не охранялась никакими французскими постами. Пруссаки последовали по ней, не замеченные и не потревоженные. 1 декабря они подошли к Франкфурту, находившемуся впереди фронта противника.

## Подготовка штурма
Король Пруссии Фридрих Вильгельм II, бывший при армии, и герцог Брауншвейгский рекогносцировали местность вплоть до Майна. Французы, в свою очередь, ради разведки, продвинулись в район Бонамеса, но здесь был отброшен войсками Калькройта.
Основная часть прусской армии стояла около Хомбурга, её авангард под командой принца Гогенлоэ-Ингельфингена около Райфенберга; генерал Пфау в Камберге; кронпринц с резервом в Наухейме; полковник Хиллер в Наштеттене; генерал Ромберг между Мозелем и Рейном в районе Зиммерна; дивизия — в Кобленце. Гессенский корпус находился на позиции близ Бергена; войска Гессен-Дармштадта в Вильбеле и его окрестностях; прусский корпус под командованием генерала Калькройта в районе Нижнего Эрленбаха, гессенский гарнизон — в Ханау.
Основная часть французской армии под командованием Кюстина находилась возле Хёхста. Полковник Ушар возле Обер-Урзеля, гарнизоны во Франкфурте, Кёнигштайне и Майнце. Гарнизон Франкфурта состоял из 50 конно-егерей и четырёх слабых батальонов (одного линейного и трёх национальных добровольцев), всего около 2500 человек с двумя трёхфунтовыми орудиями, плохо обеспеченных зарядами, под командованием генерала Ван Хельдена.
Следующей задачей, поставленной перед гессенским корпусом, было теперь возвращение Франкфурта, в то время как остальная часть союзной армии получила задачу изгнать полковника Ушара с его позиции в Обер-Урзеле, частично путем дальнейшего обхода, отчасти для того, чтобы помешать генералу Кюстину, находившемуся в Хёхсте, оказать помощь гарнизону Франкфурта.
План штурма Франкфурта, разработанный полковником Рюхелем, основывался на результате соглашения с частью горожан, ненавидевших новые революционные порядки, которые были готовы в момент появления штурмующих колонн у предместий города напасть на французов с тыла и открыть ворота в город. 1-я колонна (прусско-дармштадская) должна была атаковать южный пригород Заксенхаузен, 2-я колонна — отправиться по Майну на крытых баржах к центру города, высадиться там и атаковать противника с тыла, 3-я колонна (гессенско-прусская) под командованием генерал-майора фон Ханштейна была направлена на Ворота Всех Святых, 4-я колонна (гессенская) под командованием генерал-майора фон Вурмба атаковала с севера на Фридбергские (Нойетор) ворота.

## Штурм
Густой туман покрыл местность, и союзники смогли незаметно занять позиции перед городом. Вскоре головы их четырёх колонн показались со всех сторон. В одно и то же время были атакованы ворота в сторону Эссенхайма, Фридберга и Всех Святых, а сильный отряд двинулся на предместье Заксенхаузен, где закрепилась часть французского гарнизона. Одновременно начался обстрел французских позиций и города артиллерией союзников.
Генерал Ван Хельден сообщил генералу Кюстину о приближении гессенских колонн и принял следующие меры. Отряд из 200 человек занял Заксенхаузен, 80 человек заняли башню на Главном мосту; на линии резерва стояли 2 роты линейных войск, 1 батальон национальной гвардии, 2 орудия и кавалерийский отряд; остальной гарнизон был так разделен, что у каждых ворот было около 100 человек, а у каждого бастиона — от 30 до 50 человек. Генерал Ван Хельден, знавший о плохом состоянии франкфуртских укреплений, слабости гарнизона и враждебном духе населения ещё до того, как начался штурм, прибыл к Фридбергским (Нойетор) воротам и собирался начать переговоры, но его собственные люди помешали ему сделать это.
Пруссаки и гессенцы, превосходившие численно и хорошо знавшие о слабости средств защиты города, двинулись в открытую. Когда они подошли на половину расстояния пушечного выстрела к Заксенхаузену, Ван Хельден, установивший там батарею, приказал стрелять картечью, залпы которой приостановили движение противника, но вскоре тот сплотил свои ряды и продолжил атаку. 4-я гессенская колонна, узнав о том, что французы не ожидают с этой стороны атаки, и ворота распахнуты, почти бегом двинулась к Нойетору, однако была встречена залпом, простояла под огнем полчаса и отступила. 3-я колонна, атака которой была направлена на Ворота Всех Святых, прибыла сюда почти одновременно с атакой 4-й колонны на Нойетор и вступила в перестрелку с французами.
Около получаса результат оставался неопределённым, когда большая толпа жителей города, вооружённых пиками, вилами, топорами, вначале разбила колеса французских пушек и перерезала сухожилия лошадям, тащившим артиллерию, направлявшуюся к атакованным воротам, а затем бросилась к Фридбергским и Воротам Всех Святых, перебила французов и распахнула их, чтобы пропустить атакующих. Пруссаки и гессенцы ворвались на улицы города в сопровождении восставшего народа. Король Пруссии и герцог Брауншвейгский последовали пешком в город за своими колоннами. В это же время 1-я колонна овладела Заксенхаузеном и перешла через Майн по опущенному горожанами подъемному мосту.
Среди обороняющихся французов началась паника, многие бежали из города, не оказывая сопротивления, другие сдавались в плен. Ван Хельден, напуганный угрозами толпы, вернулся от Фридбергских ворот в свою штаб-квартиру, где был взят в плен. 600 человек, оставшиеся от французского гарнизона, выстроились в колонну и штыками проложили проход через толпу, и, выйдя через Боденхаймские ворота, присоединились к своим аванпостам за городом. Лёгкая кавалерия и 200—300 французов, оборонявшихся в Заксенхаузене, также беспрепятственно отступили. Часть гарнизона бежала через северо-западные ворота в сторону Боккенхайма, где стояли французские войска, но гессенская конница прошла через Франкфурт рысью и захватила за городом около пятисот пленных.
Так как обстрел со стороны союзников длился около часа, то более 70 домов были значительно повреждены, а некоторые загорелись.

## Бои в окрестностях
Несколько батальонов под командованием французского генерала Нойвингера подошли из Боккенхайма к Франкфурту и завязали бой с гессенцами, но поскольку в это же время авангард пруссаков прошёл между Фридбергер-Варте и Праунхаймом и продвигался от Бертрамсхофа к Боккенхайму, Нойвингер отступил частично на Боккенхайм, частично на Геллерхоф, преследуемый кавалерией противника.
Одновременно с атакой на Боккенхайм, деревни Эккенхайм и Хеддернхайм, лежащие на Нидде и занятые войсками полковника Ушара, также были атакованы войсками принца Гогенлоэ. После обмена несколькими пушечными выстрелами Ушар отвел свою артиллерию и пехоту на правый берег Нидды, а затем французы отступили на Обер-Урзель. Союзники овладели всем течением Нидды.
С другой стороны, Нойвингер после активной канонады со стороны Калькройта был вынужден отступить сначала из Бокенхайма в Рёдельхайм, а затем оттуда в Хёхст.

## Результаты
Кюстин, потерпевший поражение во Франкфурте и на берегах Нидды, в ночь на 3 декабря отступил в Майнц и Хоххайм и сосредоточил свои силы между этим местом и Висбаденом.
Французы потеряли во Франкфурте 41 убитыми, 139 ранеными, но 1158 пленными, среди которых генерал Ван Хельден и 44 офицера. Гессенцы — 170 убитыми и ранеными.
После захвата Франкфурта прусская армия двинулась против главных сил Кюстина, который оставил свои позиции и с боями отступил в первой половине декабря на левый берег Рейна, удержав на правом только предмостное укрепление у Кесселя и крепость Кёнигштайн. Главные силы союзников расположились на зимних квартирах.